# Guilherme Biro (calciatore 2000)
Guilherme Biro, pseudonimo di Guilherme da Trindade Dubas (Curitiba, 1º maggio 2000), è un calciatore brasiliano, centrocampista dell'Austin FC.

## Caratteristiche tecniche
È un centrocampista centrale.

## Carriera
Cresciuto nel settore giovanile del Coritiba, debutta in prima squadra il 14 ottobre 2020 giocando l'incontro di Série A vinto 3-1 contro il Palmeiras.
Il 9 gennaio 2024 viene ingaggiato dall'Austin FC.

## Statistiche
Statistiche aggiornate al 19 luglio 2025.

### Presenze e reti nei club
| Stagione         | Squadra          | Campionato       | Campionato | Campionato | Coppe nazionali | Coppe nazionali | Coppe nazionali | Coppe continentali | Coppe continentali | Coppe continentali | Altre coppe | Altre coppe | Altre coppe | Totale | Totale | Totale |
| Stagione         | Squadra          | Comp             | Pres       | Reti       | Comp            | Pres            | Reti            | Comp               | Pres               | Reti               | Comp        | Pres        | Reti        | Pres   | Reti   |        |
| ---------------- | ---------------- | ---------------- | ---------- | ---------- | --------------- | --------------- | --------------- | ------------------ | ------------------ | ------------------ | ----------- | ----------- | ----------- | ------ | ------ | ------ |
| 2020             | Coritiba         | A1/PR+A          | 0+9        | 0          | CB              | 0               | 0               |                    | -                  | -                  |             | -           | -           | 9      | 0      |        |
| 2021             | Coritiba         | A1/PR+B          | 3+33       | 0+1        | CB              | 0               | 0               |                    | -                  | -                  |             | -           | -           | 36     | 1      |        |
| 2022             | Coritiba         | A1/PR+A          | 12+14      | 0          | CB              | 2               | 0               |                    | -                  | -                  |             | -           | -           | 28     | 0      |        |
| Totale Coritiba  | Totale Coritiba  | Totale Coritiba  | 15+56      | 0+1        |                 | 2               | 0               |                    | -                  | -                  |             | -           | -           | 73     | 1      |        |
| 2023             | Mirassol         | A1/SP+B          | 14+29      | 0+2        | CB              | 0               | 0               |                    | -                  | -                  |             | -           | -           | 43     | 2      |        |
| 2024             | Austin FC        | MLS              | 31         | 3          |                 | -               | -               |                    | -                  | -                  | LC          | 3           | 0           | 34     | 3      |        |
| 2025             | Austin FC        | MLS              | 22         | 2          | USOC            | 3               | 0               |                    | -                  | -                  | LC          | 0           | 0           | 25     | 2      |        |
| Totale Austin FC | Totale Austin FC | Totale Austin FC | 53         | 5          |                 | 3               | 0               |                    | -                  | -                  |             | 3           | 0           | 59     | 5      |        |
| Totale carriera  | Totale carriera  | Totale carriera  | 167        | 8          |                 | 5               | 0               |                    | -                  | -                  |             | 3           | 0           | 175    | 8      |        |